# Casa de Piedra (La Pampa)

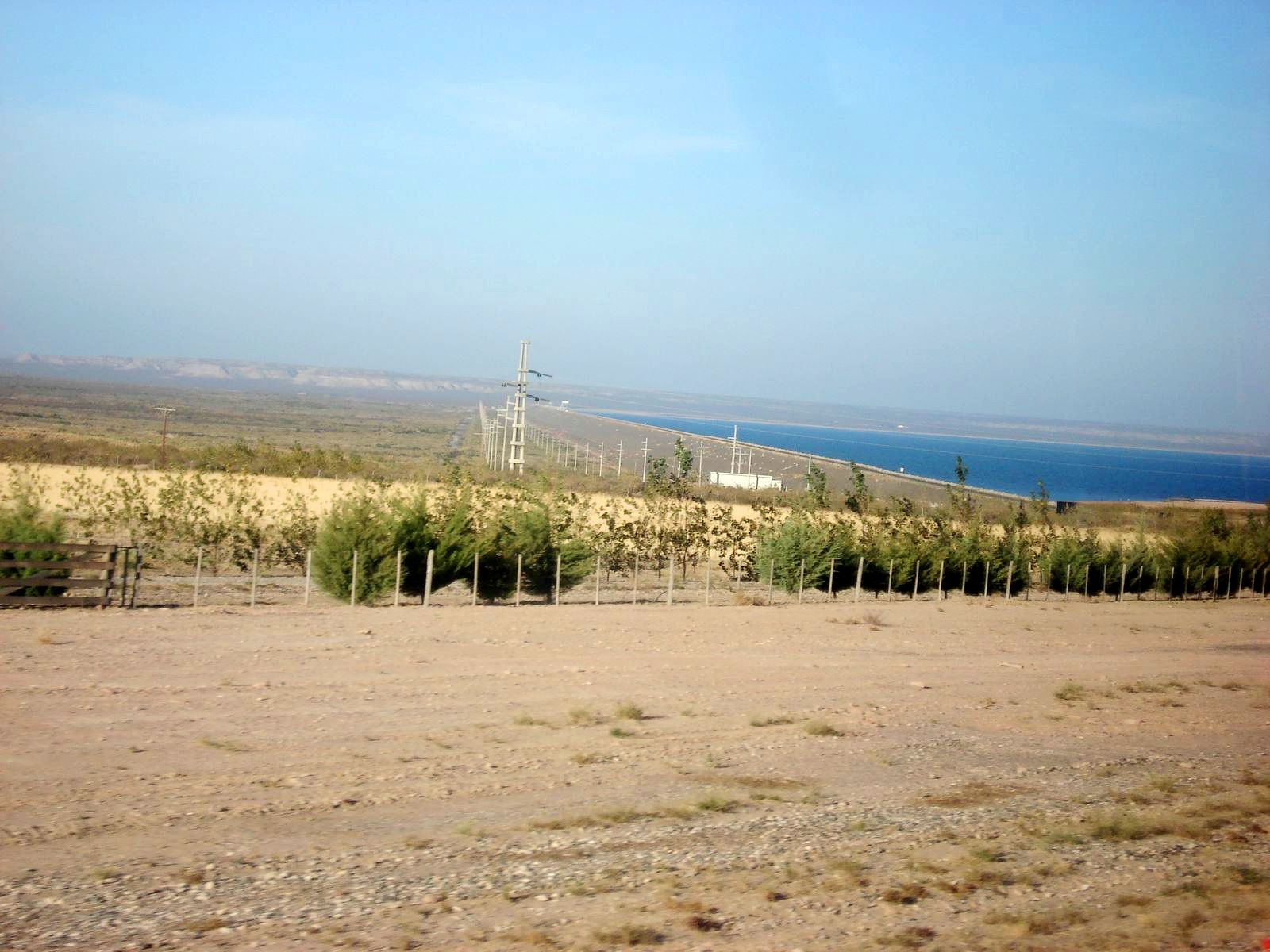
Ingreso al embalse.

Casa de Piedra o Villa Turística Casa de Piedra es una localidad y comuna en el extremo sudoeste de la provincia de La Pampa, Argentina, situada a la vera del embalse de Casa de Piedra, en base al cual se desarrolló. Pertenece al departamento Puelén, aunque parte de su área rural se encuentra en el departamento Curacó. Es la última localidad formalmente fundada en Argentina.

## Geografía
Está ubicada 378 kilómetros al sudoeste de su capital provincial ciudad de Santa Rosa, sobre la margen norte del río Colorado. Se puede acceder por las rutas nacional n.º 152 y provincial n.º 34 desde las localidades de Colonia 25 de Mayo y Gobernador Duval, o por la ruta provincial n.º 6 desde la ciudad de General Roca en la provincia de Río Negro. Está emplazada en el desierto característico del oeste de la provincia.

## Creación
La ley n.º 2112 sancionada el 8 de julio de 2004 creó al margen de los municipios y comisiones de fomento a la comuna Casa de Piedra.

Art. 1: Crease en el territorio de la Provincia de la Pampa, Departamento Puelén, la Comuna "Casa de Piedra", que se organizará conforme a las prescripciones de la Constitución de la Provincia de La Pampa y la Ley Orgánica de Municipios y Comisiones de Fomento.

La primera etapa de fundación de la villa fue inaugurada el 30 de noviembre de 2006, tras la construcción de obras básicas de infraestructura y el establecimiento del Ente Comunal Casa de Piedra.
El Gobierno provincial designa un delegado comunal al frente de la comuna.

## Demografía
Contó con 154 habitantes (Indec, 2010). Se fundó oficialmente a partir de un caserío pequeño en el año 2007, siendo la población fundada más recientemente en la provincia (no se fundaba un poblado desde hace más de 70 años) y de la Argentina, ya que la última ciudad fundada se llama La Punta (San Luis).

El censo nacional 2022 arrojó 185 habitantes y 119 viviendas. Esto la situó como el única comuna de la provincia.
| Gráfica de evolución demográfica de Casa de Piedra entre 1991 y 2022 |
|                                                                      |
| Fuente: Censos nacionales del INDEC                                  |

## Economía
Tiene una economía basada en el turismo y la pesca. La agricultura en sus alrededores está en desarrollo, puesto que su suelo indica dar buenos resultados en la producción vitivinícola.

## Desarrollo urbanístico

### Área prioritaria Urbana Villa Turística
Con un embalse de 360 km² y la RN 152, carretera hacia los lagos del Sur Argentino; la provincia desarrolla este polo turístico y productivo. Es una zona estratégica como puerta norte a la Patagonia y se construyó además el primer embalse del área. Posee calles numeradas y conformadas de ripio y tierra.  
Para el año 2016 ya contiene un edificio comunal, además de una pequeña pista de aterrizaje, un albergue estudiantil y escuela; una estación de servicio, un polideportivo, un puesto sanitario, una capilla, un camping y servicios de hotel y cabañas. 

## Deporte
El poblado ofrece también deportes acuáticos en la zona del lago y rutas de trekking, además de caminatas guiadas al embalse cercano.

## Galería
|                                    |
| Oficina de turismo de la localidad |

|                                                   |
| Cartel turístico de los servicios de la localidad |

|                             |
| Viviendas de Casa de Piedra |